# Бой у воронки
Бой у воро́нки (Battle of the Crater) — сражение американской гражданской войны, произошедшее во время осады Питерсберга, 30 июля 1864 года. Федеральная Потомакская армия генерала Джорджа Мида пыталась взять штурмом позиции Северовирджинской армии генерала Ли.
После нескольких недель подготовки, 30 июля, северяне взорвали мину на участке перед фронтом 9-го корпуса генерала Бернсайда. Им удалось пробить брешь в оборонительной линии южан. Несмотря на удачное начало, атака федеральной армии была отбита с огромными потерями. У Гранта были все шансы успешно завершить осаду Питерсберга, но вместо этого его армии пришлось пережить ещё восемь месяцев окопной войны. За неудачу этой атаки Бернсайд был отстранен от командования.

## Предыстория
Во время Гражданской войны Питерсберг был важным железнодорожным узлом, через который проходили все линии снабжения армии Ли и столицы Конфедерации. Северяне воспринимали этот город как «чёрный ход» Ричмонда, полагая, что с его падением защищать Ричмонд станет невозможно. Это привело к осаде Петерсберга и обе армии засели на укреплённых позициях общей протяженностью в 32 километра, которые тянулись от поля боя при Колд-Харбор до южных окраин Петерсберга.
Сражение упёрлось в тупик окопной войны ещё 15 июня, когда генерал Ли разгадал намерение Гранта осадить город. Между тем Грант извлёк некоторые уроки из Колд-Харбора и поневоле отказался от тактики лобовых атак на укреплённые позиции. Однако его крайне раздражала бездеятельность, на которую его обрекли укрепления противника.
Выход из тупиковой ситуации предложил полковник Генри Плезантс, командир 48-го пенсильванского полка (из IX корпуса генерала Бернсайда). В мирное время этот полковник был инженером горного дела, поэтому он предложил сделать подкоп под траншеи противника и заложить взрывчатку прямо под форт на позициях Первого Корпуса Конфедерации. В случае успеха взрыв должен был уничтожить всех солдат на позициях и разрушить все оборонительные сооружения. Если же сразу ввести в прорыв крупные силы, то противник не сможет их выбить и город будет взят.
Генерал Бернсайд дал своё согласие. Ему было необходимо спасти свою репутацию, сильно пострадавшую после битвы при Фредериксберге и после Спотсильвейни.

## Создание подкопа

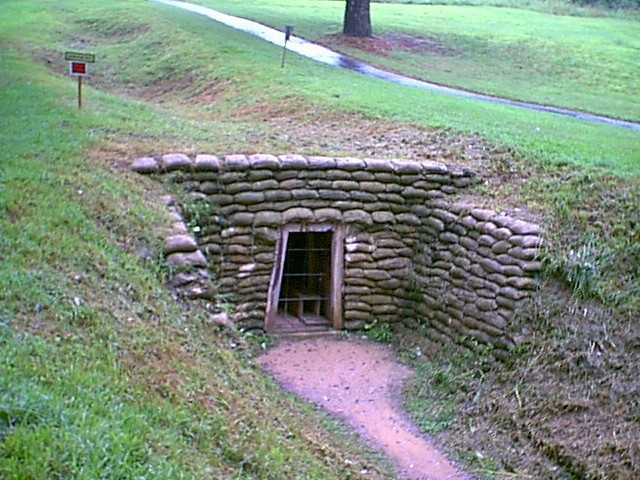
Вход в подкоп (2006)

Рытье подкопа началось в конце июня, но командование в лице Гранта и Мида сильно сомневались в полезности этого проекта и смотрели на него просто как на дело, которым можно занять скучающие войска. Они быстро потеряли интерес к этой затее, и Плезантс начал испытывать недостаток материалов. Его людям пришлось даже самим искать дерево для крепежа туннеля.
Однако работа продвигалась быстро. Земля извлекалась вручную. Для её переноски приспособили коробки из-под крекеров; к ним приделали рукоятки и с помощью таких самодельных тачек извлекали землю на поверхность. Пол, стены и потолок туннеля крепились деревом с разрушенной лесопилки и даже досками из старого моста.
Шахта шла с постепенным подъёмом, чтобы влажность не испортила взрывчатку. В туннеле, недалеко от входа, была устроена вытяжка, напоминающая камин: внизу постоянно горел огонь, а дым и горячий воздух уходил наверх через специальную шахту. Выход из туннеля был герметично закрыт, а от входа в конец туннеля вела деревянная труба. Таким образом, огонь вытягивал воздух в вентиляционную шахту, а свежий всасывался в деревянную трубу. Эта система помогла избежать создания дополнительных вентиляционных шахт, которые могли бы демаскировать работы.
17 июля основная шахта была заведена под позиции противника. Слухи об этой шахте скоро дошли и до конфедератов, но Ли не поверил в них. Затем все же начались попытки противодействия, которые ни к чему не привели из-за несогласованности: южане пробовали обстреливать предполагаемое место подкопа и прорыли несколько встречных туннелей. Однако, генерал Джон Пеграм, батареи которого располагались как раз в районе подкопа, воспринял слухи всерьез и на всякий случай соорудил вторую линию траншей и артиллерийских укрытий.
Тоннель имел форму буквы «Т». Шахта достигала в длину 156 метров, начинаясь в низине, на уровне примерно в 15 метров ниже, чем артиллерийские позиции конфедератов. Вход был узким, 3 фута в ширину и 4,5 фута высотой (0,91×1,4 метра). В конце тоннеля проходила перпендикулярная галерея длиной 75 футов (23 метра).
После провала атаки, известной как Первое сражение при Дип-Боттом, Грант и Мид внезапно заинтересовались проектом. В тоннель заложили 320 мешков артиллерийского пороха, всего 8000 фунтов. Взрывчатка находилась всего в 20 футах (6,1 метра) под траншеями южан. Перпендикулярный отрезок туннеля заложили на 3,4 метра мешками с землёй и ещё 9,8 метров туннеля также заложили землёй, чтобы ударная волна не пошла по туннелю к его началу. 28 июля были вставлены запалы.

## Подготовка

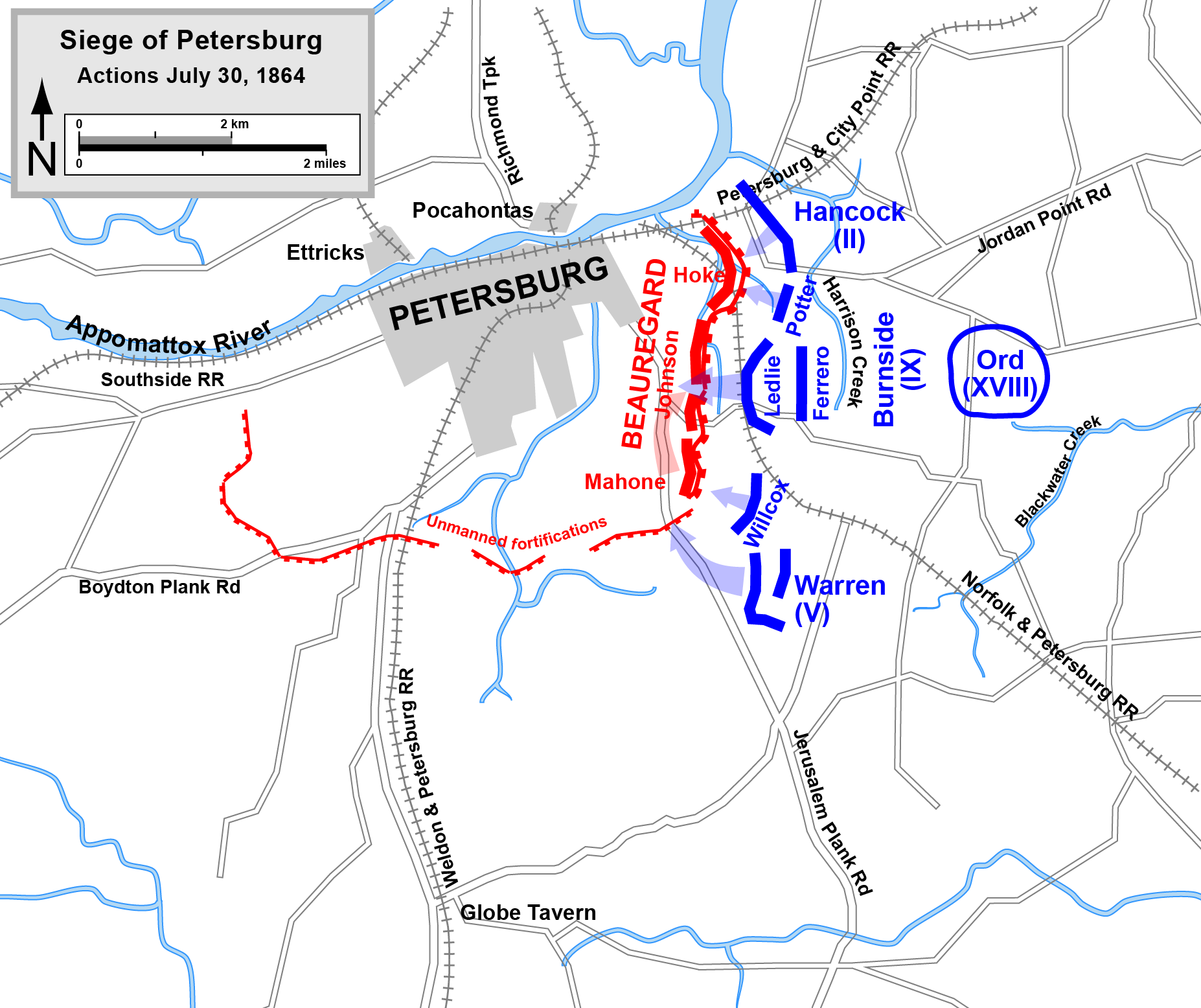
30 июля. Бой у воронки.

Бернсайд подготовил «цветную» дивизию (англ. United States Colored Troops, USCT) бригадного генерала Эдварда Ферреро для атаки в первой линии. Дивизия состояла из двух бригад; одна должна была пойти левее воронки, вторая правее. По одному полку от каждой бригады планировалось направить вправо и влево, расширяя прорыв, а остальные полки должны были прорываться вперед и захватить Иерусалимскую дорогу и, если выйдет, войти в Петерсберг.
Две остальные (белые) дивизии Бернсайда должны были поддержать фланги Ферреро и войти в Петерсберг. Это надо было сделать за 15 минут от момента взрыва. «Черная дивизия» две недели тренировалась в двух милях от фронта, на территории, не просматривающейся противником.
Несмотря на тщательное планирование и тренировки, генерала Мида снова одолели сомнения. За день до атаки он запретил Бернсайду посылать вперед негров, исходя из того, что в случае провала могут быть негативные политические последствия. Бернсайд выразил свой протест и обратился прямо к Гранту, но тот встал на сторону Мида.
Требовалось срочно заменить передовую дивизию. Добровольцев не нашлось. Бернсайд провел жеребьёвку и наступать выпало 1-й дивизии бригадного генерала Лидли. Однако, Лидли не объяснил своим людям суть предстоящей операции и, по слухам, во время сражения был пьян и находился в тылу, не занимаясь управлением войсками. За свои действия он был впоследствии отстранен от командования.

## Сражение

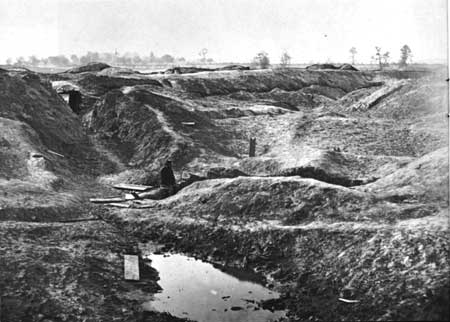
Воронка в 1865 году.

По плану, взрыв должен был произойти 30 июля, на рассвете, между 03:30 и 03:45. Плезанс поджег фитиль в нужное время, но, как и все материалы, фитиль был плохого качества и его приходилось составлять из отдельных кусков. Время шло, а взрыв не происходил. Между тем, солнце поднималось все выше, и противник мог заметить войска, приготовленные к атаке. Наконец, два добровольца из 48-го полка (лейтенант Джекоб Дути и сержант Гарри Рииз) рискнули войти в тоннель. Они обнаружили разрыв фитиля, подожгли его снова и наконец, в 04:44 взрыв прогремел. Кратер, существующий до настоящего времени, имел размеры 52х24 метра и 9 метров в глубину. Взрывом убило от 250 до 350 солдат Конфедерации.
Капитан Джон Фетерстон (9 алабамский полк) вспоминал: «В ночь на 29-е (мне кажется, около 02:00) мы получили приказ поднять наших людей под ружьё и быть готовыми действовать в любой момент — мы поняли, что генерал Ли получил важную информацию. Так мы и ждали до момента между рассветом и восходом солнца, когда внезапно тишину разорвал ужасающий взрыв в левой стороне от нас».
Белая дивизия Лидли не прошла никакой подготовки к этой атаке, поэтому они покинули траншеи только через 10 минут. Предполагалось, что будут сооружены деревянные настилы, по которым пехота быстро пройдёт через свои траншеи, но про них забыли и в результате солдатам Лидли пришлось перебираться через каждую траншею по очереди. Когда они достигли воронки, то, вместо того, чтобы обойти её, пошли прямо через воронку, полагая, что это хорошее укрытие от ружейного огня. В результате они потеряли много времени, и противник успел подтянуть войска. Взрыв произошёл на участке дивизии Вильяма Махоуна. Здесь стояли алабамская бригада Саундерса, джорджианцы Райта, миссиссипцы Харриса, вирджинцы (бывшая бригада Махоуна) и флоридцы (бывшая бригада Перри). Генерал Вильям Махоун собрал всех, кого смог, для контратаки, они встали за воронкой и начали стрелять вниз из ружей и орудий — позже Махоун назвал это «охотой на индюков».
План провалился, однако Бернсайд послал вперед негров Ферреро. «Цветная дивизия» попала под плотный фланговый огонь и тоже спустилась в воронку — в итоге в течение нескольких часов люди Махоуна вместе с северокаролинцами Башрода Джонсона истребляли дивизию Бернсайда, не давая ей высунуться из воронки. Позже было найдено много тел убитых негров — так южане впервые столкнулись лицом к лицу с «цветными отрядами». «Солдаты были очень злы на них за то, что те там оказались, и на белых, которые послали их туда».
Некоторые федеральные части сумели обойти воронку справа и атаковать позиции противника, но люди Махоуна обошли их справа по дну оврага, отбили укрепления и отбросили северян на восток. Многие федеральные солдаты попали в плен. Их отправили в тыл, но федеральная артиллерия приняла их за отступающих южан и открыла огонь. Так, некоторые солдаты-северяне были убиты или ранены своей же артиллерией.

## Последствия
Армия Конфедерации потеряла в этом бою 1032 человека, Федеральная армия — 5300, из них половина — из дивизии Ферреро. В плен попали 500 северян, из них 150 — из «цветных отрядов». Северяне потеряли 2 знамени. Все раненые были отправлены в госпиталь в Поплар-Лоун в Петерсберге. Погибших похоронили на следующую ночь. Вынести тела было невозможно, поэтому их просто сложили в воронку, засыпали землей, и укрепления восстановили прямо поверх этой братской могилы. Многие раненые так и умерли на нейтральной полосе — спасти их мешала перестрелка. Только в полдень следующего дня генерал Саундерс договорился о перемирии.
Бернсайд был отстранен от командования. Мид избежал взысканий, хотя был не менее виноват в произошедшем. Для генерала Махоуна бой стал его звездным часом — победа была одержана в основном его усилиями. Практически ничем не выделяясь за три года боевых действий, он неожиданно получил широкую известность и вошел в историю как лучший генерал Конфедерации последнего года войны.
Грант писал начальнику штаба Генри Хэллеку: «Это было самое печальное зрелище, что я видел за всю войну». Он утверждал, что «такой возможности взять укрепления у меня ещё никогда не было и не думаю, что ещё будет».
Плезанс не участвовал в самом сражении, но получил благодарность за разработку идеи и её осуществление. 13 марта 1865 года он был временно повышен до бригадного генерала — в частности, и за свой шахтёрский проект.
В своих показаниях по этому делу перед Конгрессом Грант сказал: «Генерал Бернсайд хотел послать вперед цветную дивизию и я верю, поступи он так, у нас бы все вышло. Но я согласен и с позицией генерала Мида. Генерал Мид сказал, что если мы пошлем вперед цветных (а у нас только одна такая дивизия) и потерпим неудачу, то скажут, что мы послали этих людей вперед на верную смерть потому, что нам наплевать на их жизни. Но так не скажут, если мы пошлем вперед белых».
Несмотря на тактическую победу Конфедерации, положение на восточном театре осталось неизменным. Обе армии остались в своих траншеях и осада продолжилась.

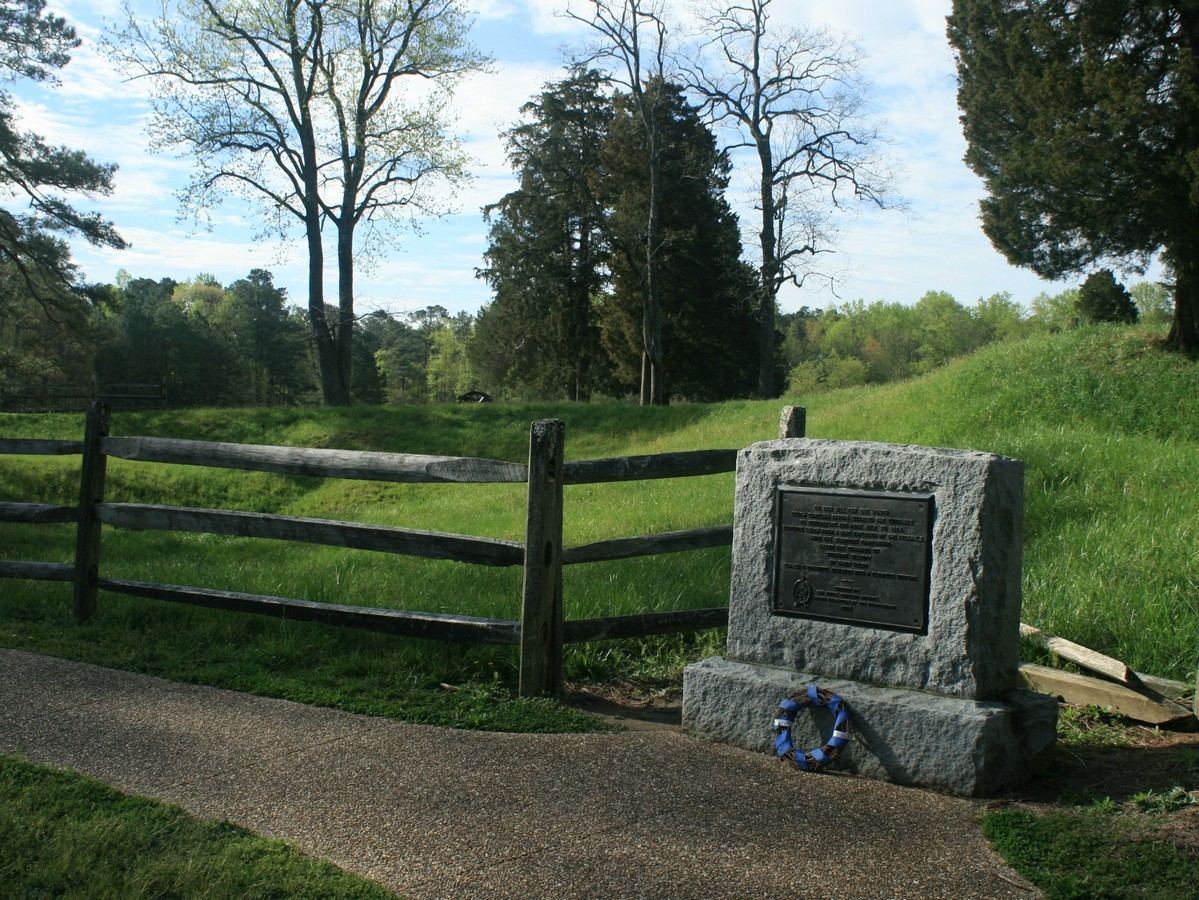
Кратер и памятник южнокаролинцам
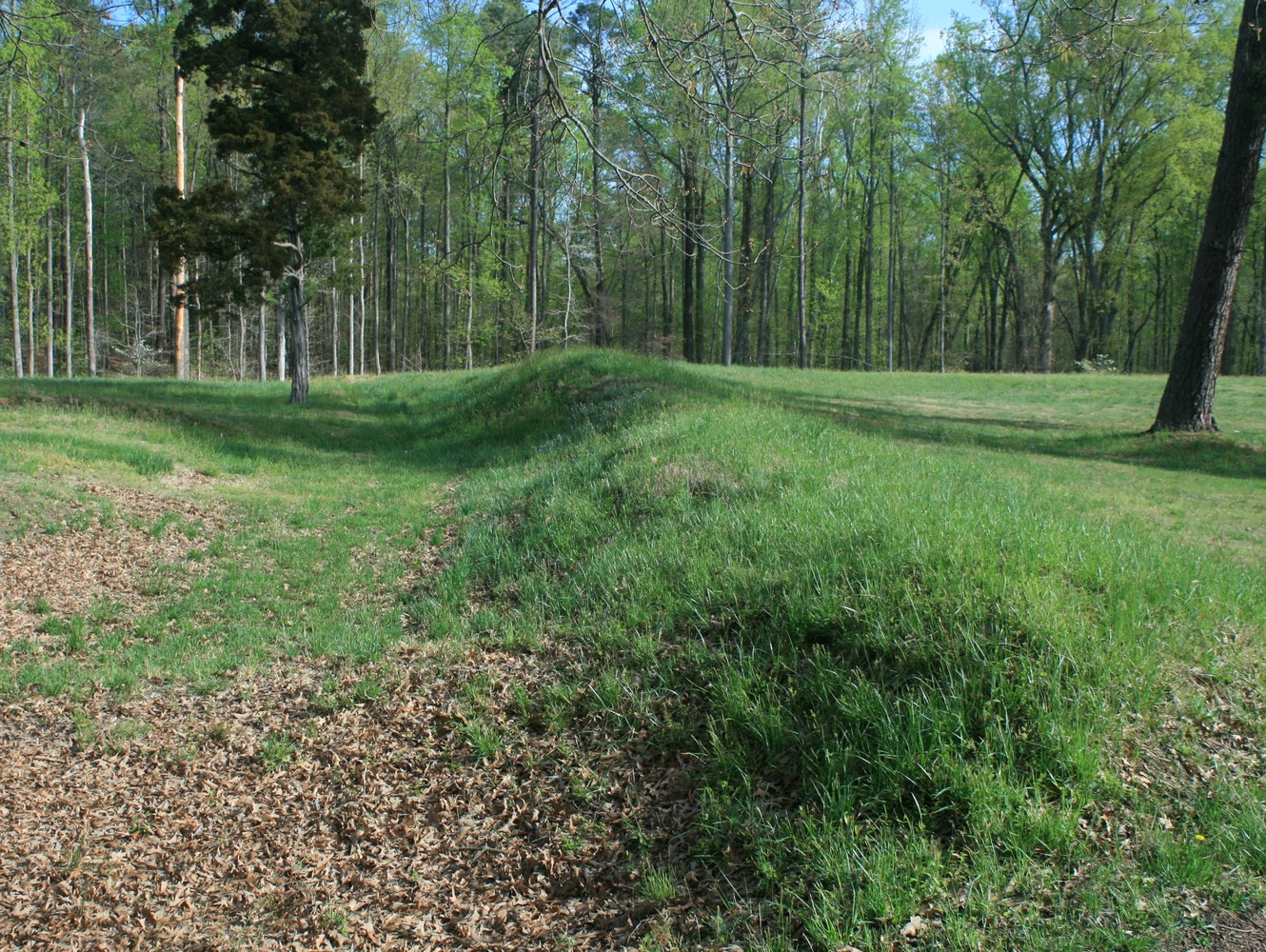
Остатки траншей у воронки
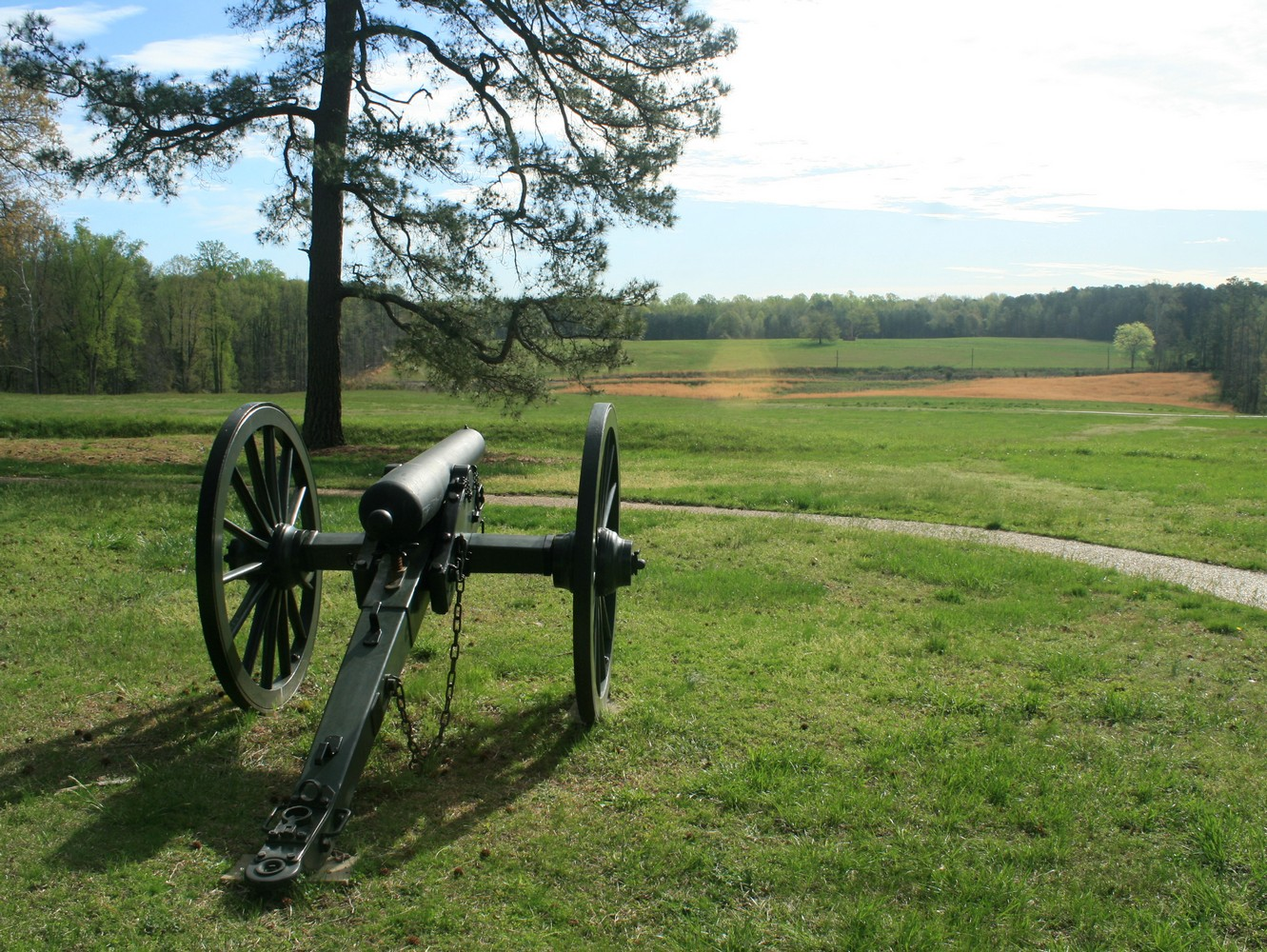
Орудие на позиции у воронки
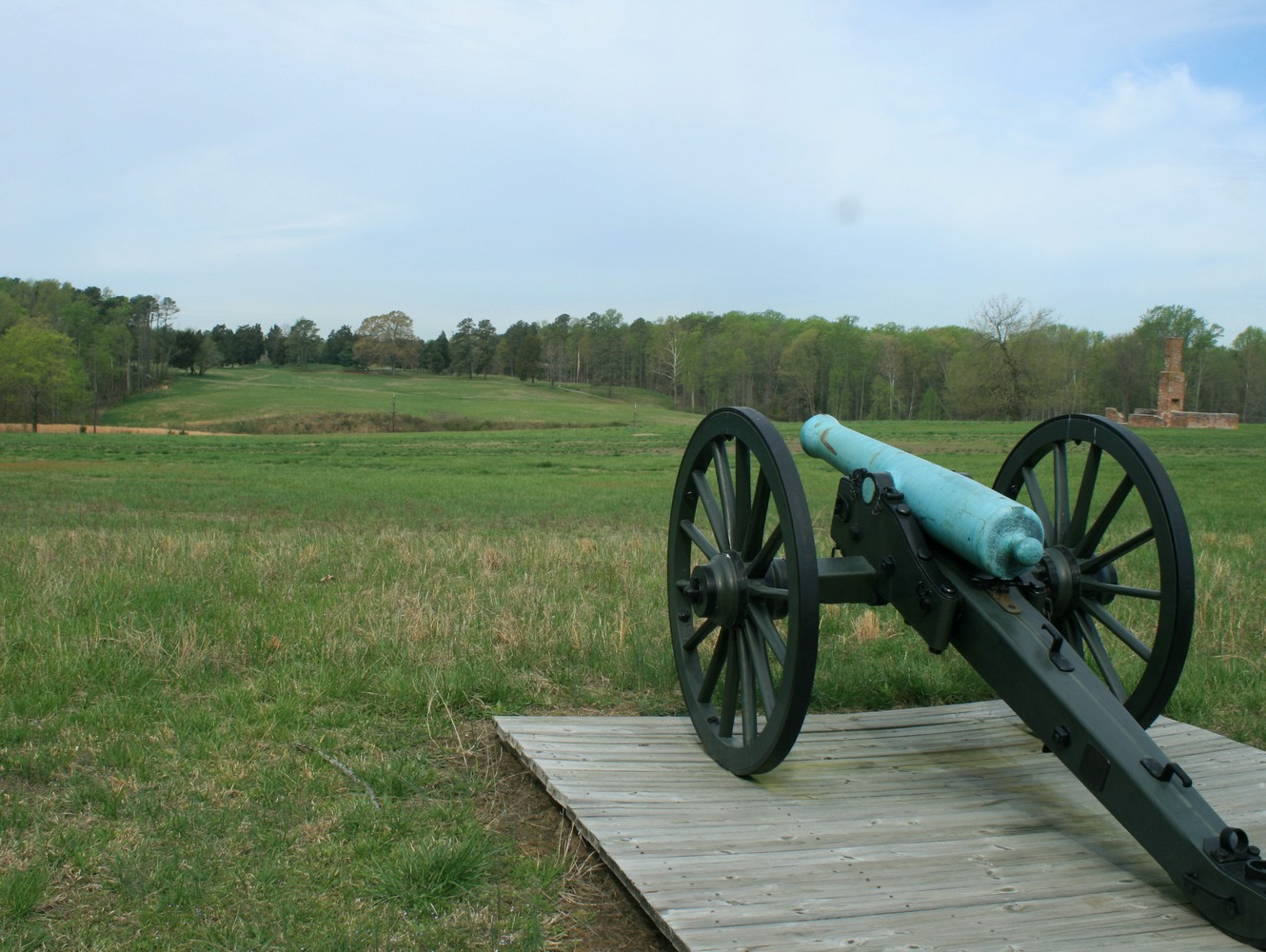
Орудие федеральной батареи

## Память

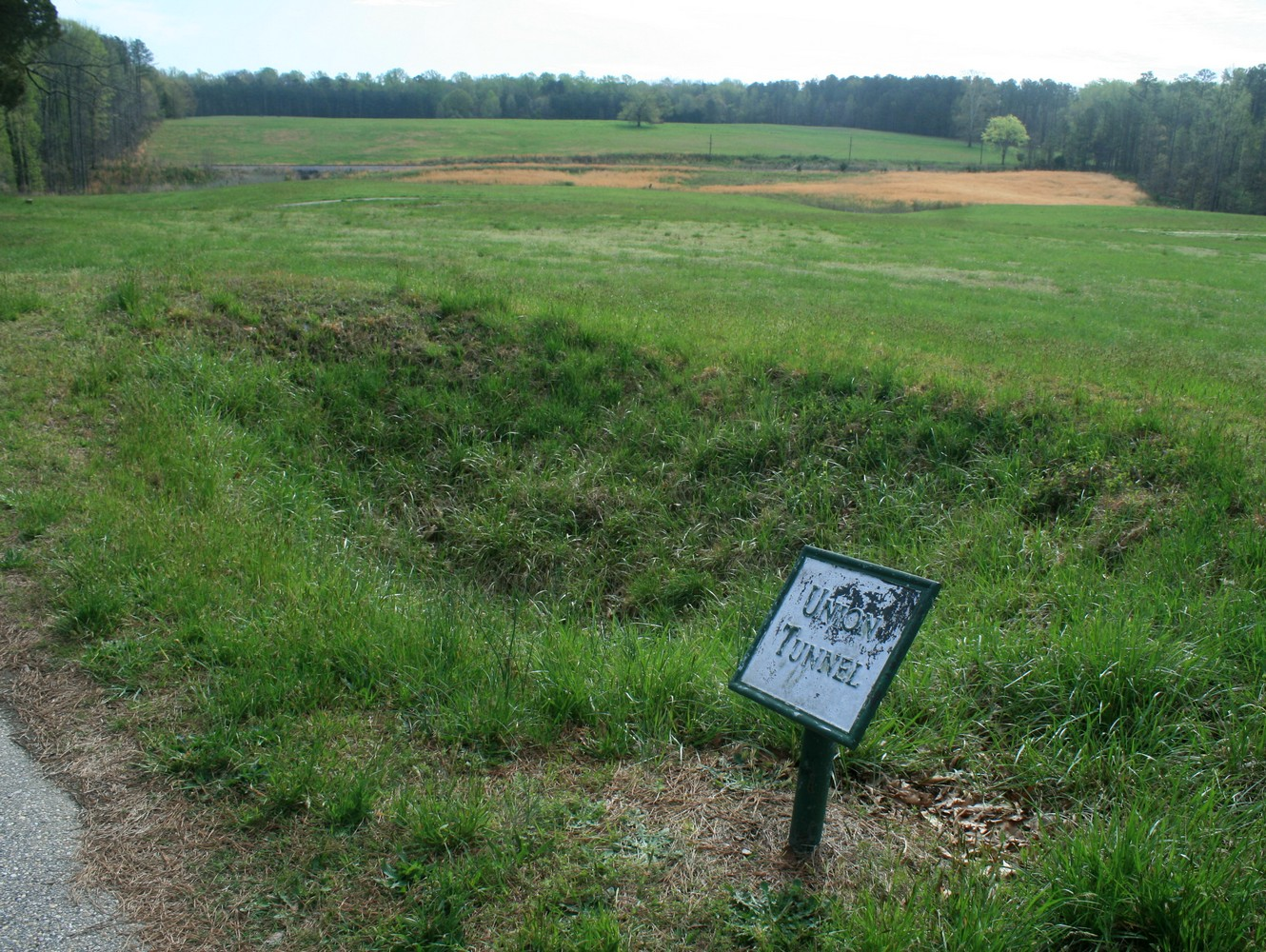
Провал на месте туннеля.

Остатки воронки сохранились на территории исторического Питерсбергского национального парка, образованного в 1926 году. Часть туннеля была уничтожена взрывом, часть просела и обвалилась от времени, кроме первых нескольких метров. В 1927 году возле воронки был установлен обелиск в честь генерала Махоуна.
Сцена боя у воронки была изображена в начальных кадрах художественного фильма «Холодная гора», снятого по одноимённому роману Чарлза Фрэйзера в 2003 году.